# تومويا وغاجي
تومويا وغاجي (باليابانية: 宇賀神 友弥) (23 مارس 1988 في تودا في اليابان – )؛ هو لاعب كرة قدم ياباني سابق كان يلعب كلاعب وسط.

## وصلات خارجية
- تومويا وغاجي على موقع الاتحاد الدولي (مؤرشف)  (الإنجليزية)
- تومويا وغاجي على موقع رابطة كرة القدم اليابانية للمحترفين (اليابانية)
- تومويا وغاجي على موقع قاعدة بيانات كرة القدم.إي يو (الإنجليزية)
- تومويا وغاجي على موقع ناشيونال فوتبول تيمز (الإنجليزية)
- تومويا وغاجي على موقع Soccerway.com (الإنجليزية)
- تومويا وغاجي على موقع عالم كرة القدم.نت (الإنجليزية)
- تومويا وغاجي على موقع كووورة